# Andreas Schilling
Andreas Schilling (25 maggio 1991) è un triatleta danese.

## Palmarès
- Europei

Eliat 2012: oro nella staffetta.
Kitzbühel 2017: oro nella staffetta.
- Mondiali duathlon

Fionia 2018: oro nell'individuale.